# Hiéroglyphe égyptien F39

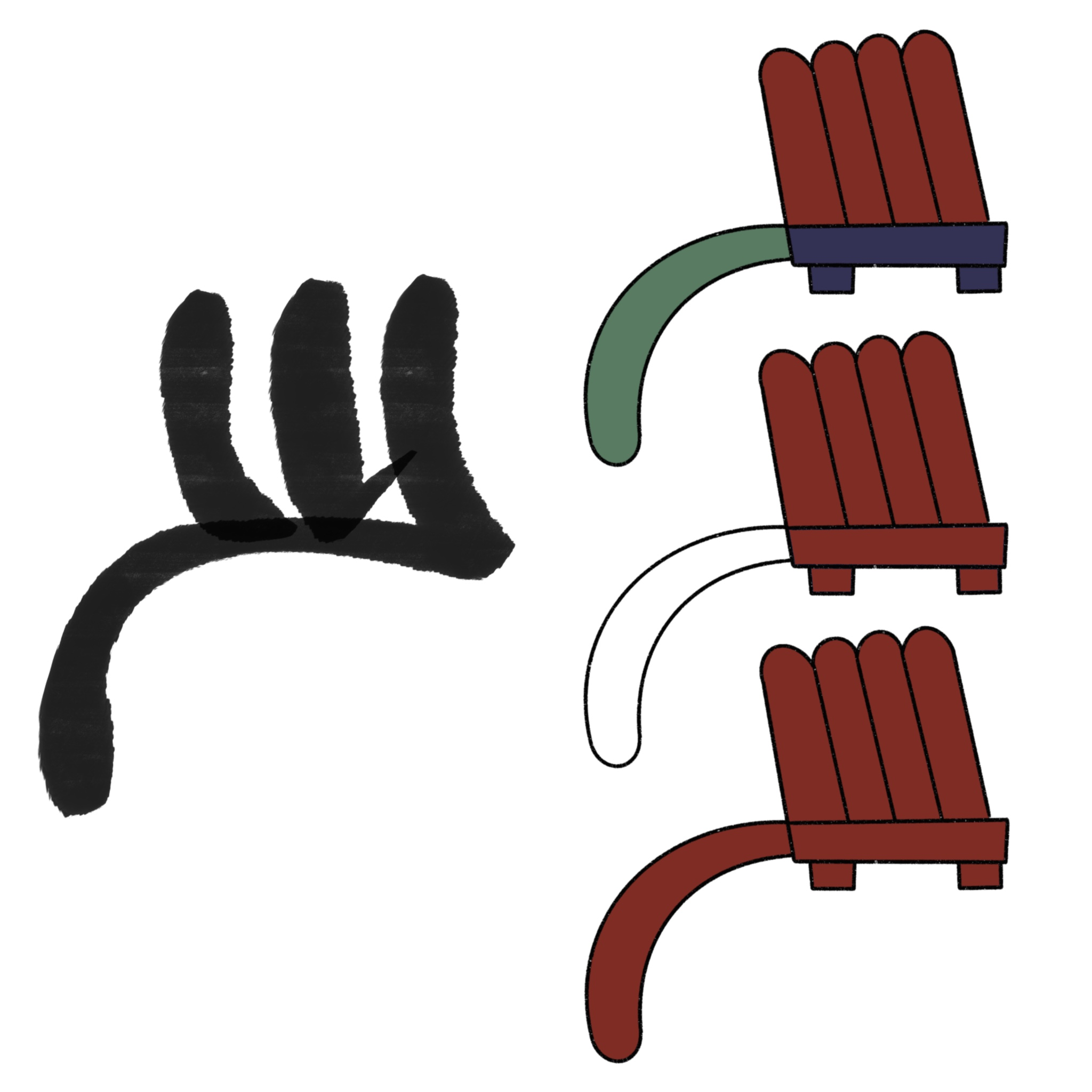
Version hiératique et hiéroglyphique

La section de cage thoracique moelle s'en échappant d'un côté, en hiéroglyphes égyptiens, est classifiée dans la section F « Parties de mammifères » de la liste de Gardiner ; cet hiéroglyphe y est noté F39.

## Représentation
Il représente une partie de cage thoracique de bovin (Bos taurus) couché avec la colonne vertébrale et les côtes sur la partie supérieure de laquelle s'échappe de la moelle épinière d'un côté. Le nombre de côtes peut varier, il peut être complètement rouge et la moelle est verte mais peut être blanche. Les protubérances sous l'hiéroglyphe sont généralement bleues et peuvent être figurées par deux ou trois points. Il est translittéré jmȝḫ.

## Utilisation
| i | U1 | x | F39&Z1 |

| i | U1 | x | F39&Z1 |

d'où son utilisation comme phonogramme de valeur jmȝḫ dans ses homophones.
| p · z | d · F39 |

| p · z | d · F39 |

## Exemples de mots
| i | U1 · x | F39&Z1 |

| i | U1 · x | F39&Z1 |

| F39 · t · Z1 |

| F39 · t · Z1 |

| i | F39 · x |

| i | F39 · x |